# Šuligoj
Šuligoj je priimek več znanih Slovencev:
- August Šuligoj (1900—1984), zborovodja (Trboveljski slavček)
- Bojan Šuligoj (*1957), brigadir SV
- Boris Šuligoj (1866—?), politik
- Boris Šuligoj (*1953), novinar, satirik
- David Šuligoj - Šugo (1963–2023), glasbenik večinstrumentalist, tehnik, aranžer
- Jaka Šuligoj (*1988), filmski in TV-režiser (drug? = sabljač)
- Jožef Šuligoj (1909—2001), publicist, domoljub
- Ljubica (Nevenka) Šuligoj (*1934), zgodovinarka, visokošolska predavateljica/pedagoginja
- Matjaž Šuligoj (*1956), športni strelec
- Matjaž Šuligoj (*1983), nogometaš
- Metod Šuligoj, Fakulteta za turistične študije Turistica
- Miroslav Šuligoj Bremec, domoznanec Trnovsko-Banjške planote
- Rok Šuligoj, novinar
- Tjaša Šuligoj, plesalka, igralka
- Vanja Šuligoj, pevka in zborovodkin ja (Ts)